# القدس في المسيحية

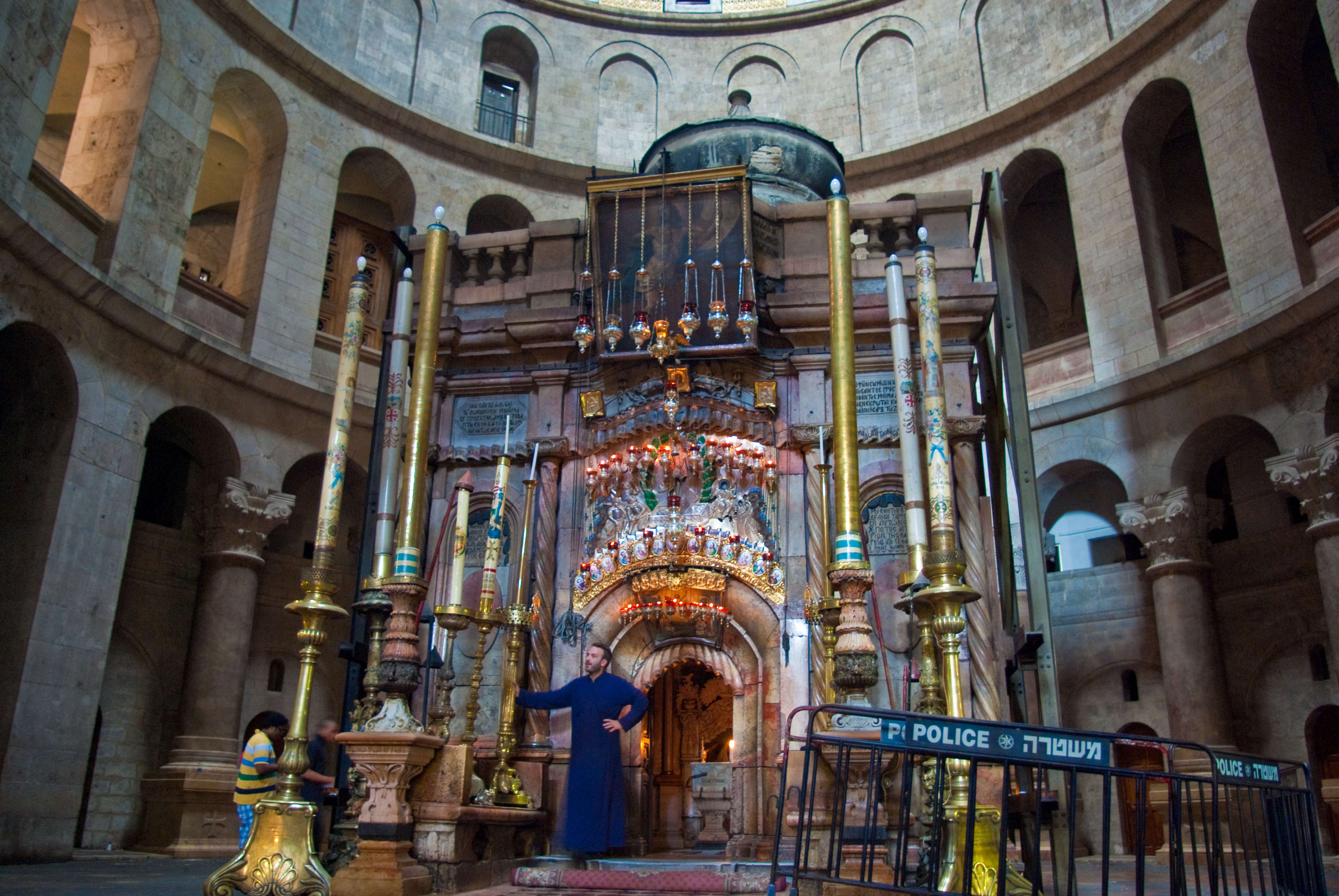
القبر المقدس في كنيسة القيامة.

يجلّ المسيحيون القدس لأسباب مختلفة، منها تاريخها الذي ورد ذكره في العهد القديم، إضافة إلى لعبها دورًا محوريًا في حياة يسوع. ينص العهد الجديد أن يسوع أًحضر إلى المدينة بعد ولادته بفترة قصيرة، وتذكر التقاليد المسيحية أنه قام لاحقًا بتطهير معبد حيرود من الأصنام الرومانية التي وضعها الملك حيرود داخله، وأنه قلب موائد الصيارفة وكراسي باعة الحمام ولم يدع أحدًا يجتاز الهيكل بمتاع.
يؤمن البعض أن العليّة حيث تناول يسوع وتلاميذه العشاء الأخير، تقع على جبل صهيون في ذات المبنى حيث يقع ضريح الملك داود. ومن المواقع المسيحية المقدسة في المدينة أيضًا، التلّة المعروفة باسم «جلجثة»، وهي موقع صلب يسوع بحسب الإيمان المسيحي. يصف إنجيل يوحنا هذه التلّة بأنها تقع خارج القدس، إلا أن بعض الحفريات أظهرت مؤخرًا أنها تقع على بُعد مسافة قليلة من البلدة القديمة داخل حدود المدينة الحاليّة. أمّا أقدس الأماكن المسيحية في القدس والعالم المسيحي فهي كنيسة القيامة، التي يحج إليها المسيحيون من مختلف أنحاء العالم منذ حوالي ألفيّ سنة، ويقول بعض الخبراء والمؤرخين أنها أكثر المواقع احتمالاً بأن تكون قد شُيدت على الجلجثة.

## تاريخ المسيحية في القدس

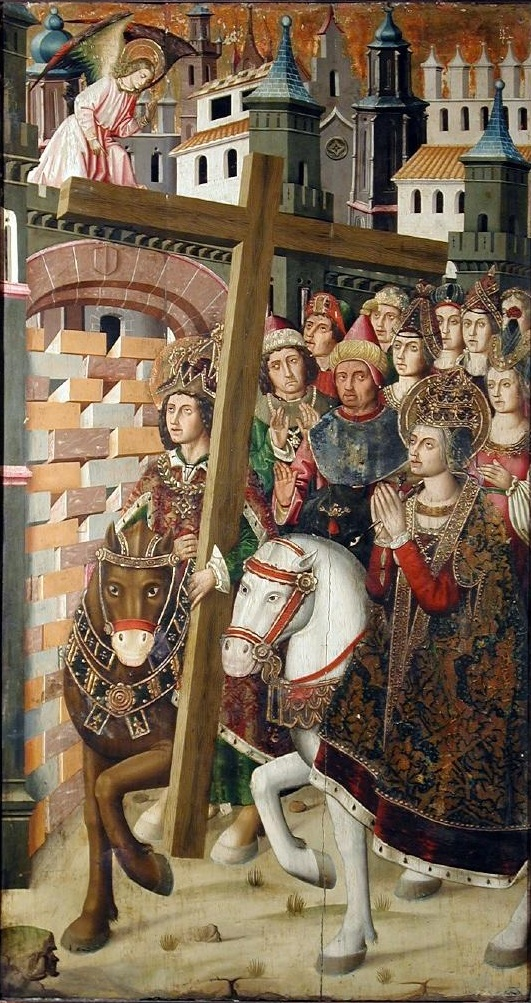
أيقونة إسبانية من القرن الخامس عشر تظهر الإمبراطور هرقل يعيد الصليب الحقيقي إلى القدس بعد استعادتها، ترافقه القديسة هيلانة.

خضعت المدينة لسيطرة الرومان ثم الروم البيزنطيين خلال القرون الخمسة التي تلت ثورة شمعون بن كوكبة، وبعد أن نقل الإمبراطور الروماني قسطنطين الأول عاصمة الإمبراطورية الرومانية من روما إلى بيزنطية، وأعلن المسيحية ديانة رسمية للدولة، أمر بتشييد عدد من المعالم المسيحية بالقدس، فبنيت كنيسة القيامة عام 326م، فكانت تلك نقطة تحول بالنسبة للمسيحيين في المدينة، حيث لم يعودوا مضطهدين، واستطاعوا ممارسة شعائرهم الدينية بحريّة. أصبحت القدس مركزًا لبطريركية من البطريركيات الخمس الكبرى، وهي إلى جانب القدس: الإسكندرية وروما والقسطنطينية وأنطاكية، بعد أن تقرر إنشائها في مجمع نيقية. استمرت القدس بالنمو والاتساع منذ أن انتهى عهد الهيكل الثاني بعد تدمير الأخير، حيث بلغت مساحتها كيلومترين مربعين (0.8 أميال مربعة.) ووصل عدد سكانها إلى حوالي 200,000 نسمة. استمر حظر دخول اليهود إلى القدس طيلة عهد قسطنطين الأول حتى القرن السابع الميلادي.
في عام 638 قام صفرونيوس بطريرك القدس، بتسليم مفاتيح المدينة إلى القوات المسلمة بقيادة عمر بن الخطاب وكتب عمر مع المسيحيين وثيقةً عُرفت باسم «العهدة العمرية» وهي وثيقة منحتهم الحرية الدينية مقابل الجزية، وتعهد بالحفاظ على ممتلكاتهم ومقدساتهم، أدّى تفكك الدولة العباسية إلى دويلات متناحرة إلى ضعف العمل بالشريعة الإسلامية من قبل بعض الحكّام، فلقي المسيحيون كثيرًا من الاضطهاد، وهُدمت كنيسة القيامة في القدس خلال عهد الخليفة الفاطمي، أبو علي منصور الحاكم بأمر الله، وتعرّضت حياة الحجاج الأوروبيين للخطر. وعندما سقطت القدس بقبضة الأتراك السلاجقة سنة 1076، إزدادت الحالة سوءًا وكثر التعدي على الحجاج الأوروبيين بشكل خاص بسبب ما كانوا يحملونه معهم من النفائس والأموال، فكانت تلك إحدى الأسباب التي أدّت لنشوب الحروب الصليبية. انطلق الصليبيون في حملتهم الأولى سنة 1095 متوجهين إلى مدينة القدس، فوصلوها في سنة 1099 وضربوا الحصار عليها فسقطت في أيديهم بعد شهر من الحصار، وقتل الصليبيون فور دخولهم القدس قرابة 70 ألفًا من المسلمين واليهود وانتهكوا مقدساتهم، وقامت في القدس منذ ذلك التاريخ مملكة لاتينية تُحكم من قبل ملك كاثوليكي فرض الشعائر الكاثوليكية على المسيحيين الأرثوذكس مما أثار غضبهم.
استطاع صلاح الدين الأيوبي استرداد القدس من الصليبيين عام 1187 بعد معركة حطين، وعامل أهلها معاملة طيبة، وأزال الصليب عن قبة الصخرة، ودعا اليهود والمسلمين ليعودوا إلى المدينة، واهتم بعمارتها وتحصينها. ولكن الصليبيين نجحوا في السيطرة على المدينة بعد وفاة صلاح الدين في عهد الإمبراطور فريدريش الأول بربروسا إمبراطور الإمبراطورية الرومانية المقدسة، وكانت القدس في هذه الفترة قد ضعف شأنها وأفل نجمها وأصبحت مجرّد قرية عاديّة نظرًا لتراجع أهميتها الاستراتيجية، خصوصًا بسبب انهماك أولاد صلاح الدين بالنزاع فيما بينهم، وعدم تركيزهم على محاربة الصليبيين. ظلت القدس بأيدي الصليبيين 11 عامًا إلى أن استردها نهائياً الملك الصالح نجم الدين أيوب عام 1244. تعرضت المدينة لغزو التتار الخوارزميين عام 1244، الذين قضوا على القسم الأعظم من سكانها المسيحيين وطردوا اليهود منهم.

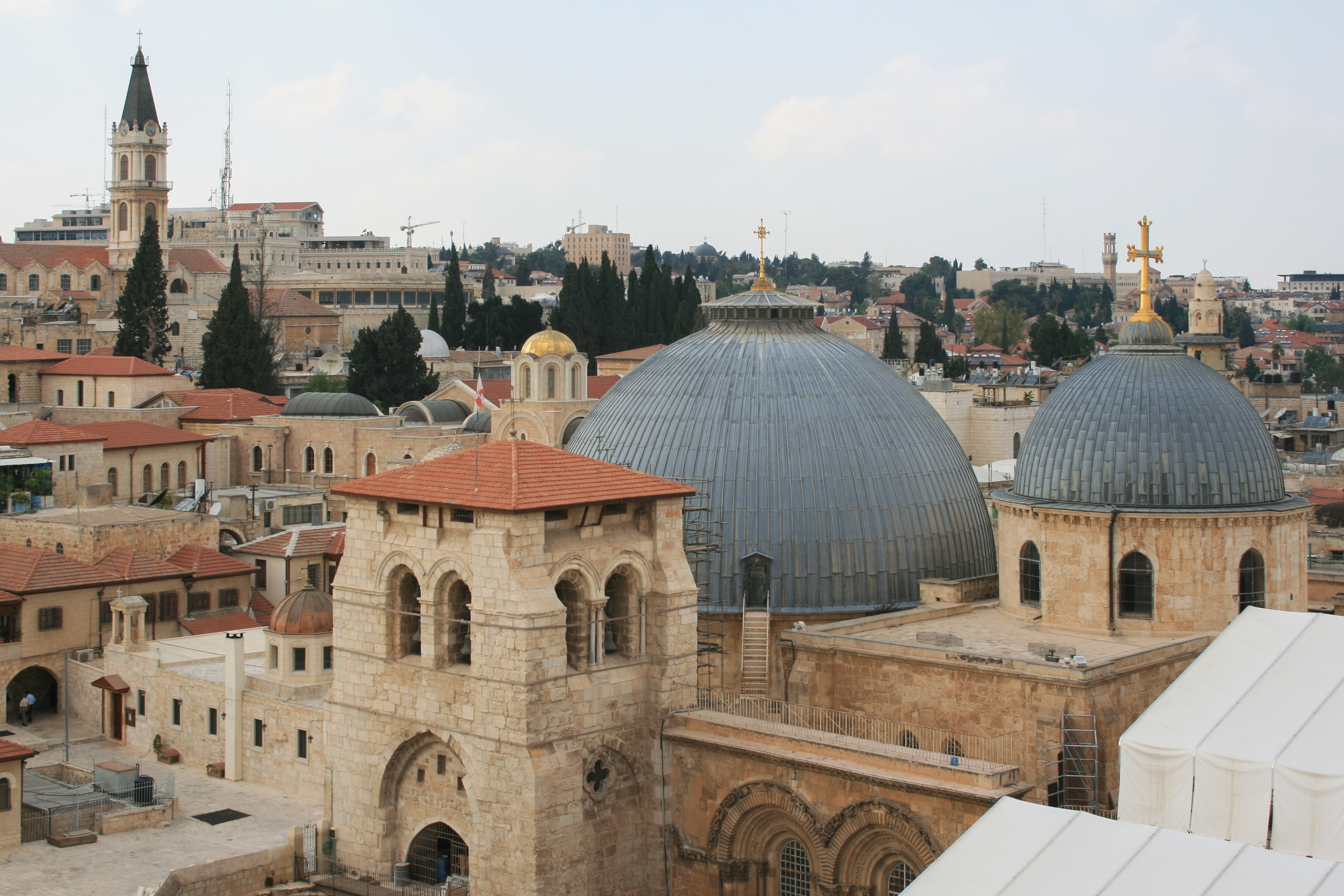
حارة النصارى في القدس تتوسطه كنيسة القيامة، ومن القدس انطلقت الديانة المسيحية.

دخلت جيوش العثمانيين فلسطين بقيادة السلطان سليم الأول بعد معركة مرج دابق في سنة 1517، وأصبحت القدس مدينة تابعة للدولة العثمانية طيلة 400 سنة حتى سقوطها بيد قوّات الحلفاء في الحرب العالمية الأولى سنة 1917. منذ القرن 17 إلى القرن 19، تنافست الدول الأوروبية المسيحية من أجل السيطرة على الأماكن المقدسة. وكان الفرنسيسكان الحراس الكاثوليك التقليديين في الأماكن المقدسة. توسيع نفوذها في القدس، وبدأ ازدهار المبانب والعمارة في الحي المسيحي. كان كاثوليك الدولة العثمانية قد وضعوا تحت حماية فرنسا والنمسا، في حين وضع الأرثوذكس تحت حماية روسيا وقامت إنجلترا بحماية البروتستانت تطور حي النصارى مع زيادة النفوذ الغربي الأوروبي فبتنيت مدارس الارساليات والمشافي والمعاهد العلمية، فازدهر حي النصارى مقارنة بالاحياء الأخرى التي عانت من فقدان هذه الخدمات، كما نشط حارة النصارى اقتصاديًا خاصًة مع ازدهار أحول سكانه الذين عملوا بالتجارة ومع هجرة مسيحيين القدس أرسل اثرياء المهجر أموال لدعم أهالي الحي.
أدى التنافس على المواقع المسيحية خاصًة في كنيسة القيامة إلى إصدار السلطان عبد المجيد (1839-1861) فرمان وضع فيه بالتفصيل حقوق الطوائف المسيحية ومسؤولية كل منها في القبر المقدس. أصبحت هذه الوثيقة المعروفة باسم الوضع الراهن، ولا يزال الأساس لبروتوكول تقسيم وكيفة عمل الطوائف المسيحية في كنيسة القيامة. وتم الإبقاء على الوضع الراهن خلال الانتداب البريطاني والأردن. بعد الحرب العربية الإسرائيلية عام 1967، ومع سقوط البلدة القديمة في أيدي الإسرائيليين، أقر الكنيست قانون لحماية الأماكن المقدسة. تتقاسم اليوم كنيسة القيامة الأرثوذكسية الشرقية والكاثوليكية الأرثوذكسية المشرقية ولخمسة من الطوائف المسيحية لديها حاليا الحقوق في القيامة وهي كنيسة الروم الأرثوذكس في القدس وكنيسة اللاتين في القدس وبطريركية القدس الأرمنية الأرثوذكسية والكنيسة القبطية الأرثوذكسية والكنيسة السريانية الأرثوذكسية.

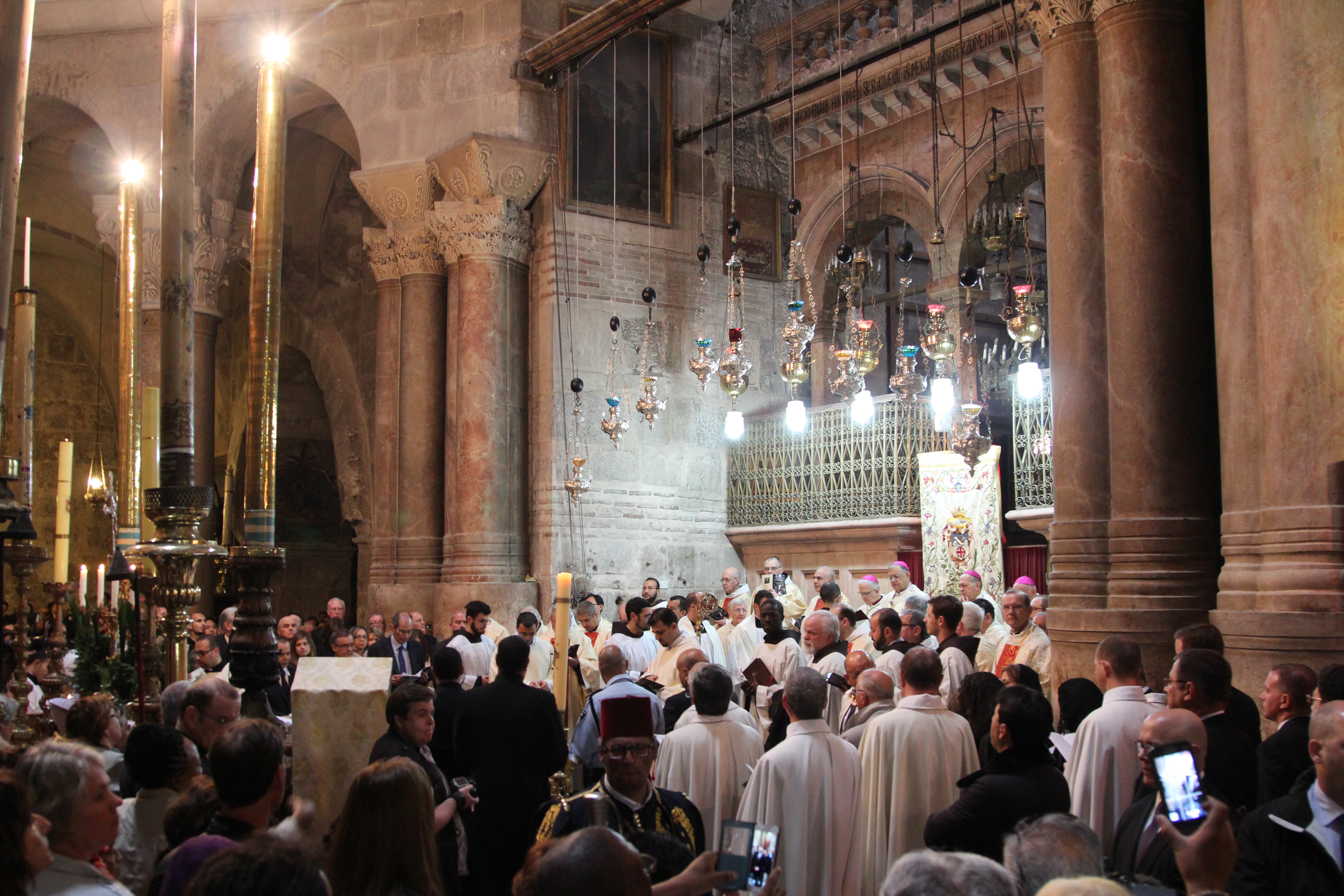
قدّاس احتفالي في كنيسة القيامة.

في عام 1952، أعلن الأردن أن الإسلام هو الدين الرسمي، ووفقًا للأستاذ الإسرائيلي يهودا زفي بلوم، تم تطبيق ذلك في القدس والتي كانت تحت السيطرة الأردنية. وفي عام 1953، قام الأردن بتقييد حق الجماعات المسيحية من امتلاك أو شراء الأراضي بالقرب من الأماكن المقدسة، وفي عام 1964، منعت المزيد من الكنائس من شراء الأراضي في القدس، وتم الإستشهاد بهذه الأفعال، بالإضافة إلى قوانين جديدة أثرت على المؤسسات التعليمية المسيحية، من قبل كل من المعلق السياسي البريطاني بات يور وعمدة القدس تيدي كوليك كدليل على أن الأردن سعى إلى «أسلمة» الحي المسيحي في البلدة القديمة في القدس. ومن أجل مواجهة تأثير القوى الأجنبية، والتي أدارت المدارس المسيحية في القدس بشكل مستقل منذ العهد العثماني، شرّعت الحكومة الأردنية عام 1955 بوضع جميع المدارس تحت إشراف الحكومة. وسمح لهم باستخدام الكتب المدرسية المعتمدة فقط والتعليم باللغة العربية. وكان يُطلب من المدارس الإغلاق في أيام العطل الوطنية والجمعة بدلاً من الأحد. ولم تعد الأعياد المسيحية مُعترف بعا رسمياً، وأصبح يوم الأحد كعطلة مقيدًا فقط بالموظفين المسيحيين. وكان يمكن للطلاب، سواء كانوا مسلمين أو مسيحيين، أن يدرسوا دينهم فقط. وصفت جيروزاليم بوست هذه الإجراءات بأنها «عملية أسلمة للحي المسيحي في المدينة القديمة». بشكل عام، تم التعامل مع الأماكن المقدسة المسيحية باحترام، على الرغم من أن بعض العلماء والباحثين يقولون أنها عانت من الإهمال. خلال هذه الفترة، تم إجراء تجديدات لكنيسة القيامة، والتي كانت في حالة من الإهمال الخطير منذ الفترة البريطانية بسبب الخلافات بين المجموعات المسيحية التي تدعي وجود حصة فيها. وفي حين لم يكن هناك تدخل كبير في تشغيل وصيانة الأماكن المقدسة المسيحية، إلا أن الحكومة الأردنية لم تسمح للمؤسسات المسيحية بالتوسع. ومُنعت الكنائس المسيحية من تمويل المستشفيات وغيرها من الخدمات الاجتماعية في القدس. في أعقاب هذه القيود، غادر العديد من المسيحيين القدس الشرقية.

## القدس بوصفها رمز للكنيسة
في المسيحية، يتم الرمز لمدينة القدس أحيانًا بوصفها الرمز أو نوع لكنيسة المسيح. هناك تقاليد مسيحية ترّكز على أورشليم السماوية بدلًا من المدينة الحرفيّة والتاريخية للقدس. وقد فقد المسيحيين السيطرة الفعلية على المدينة منذ سقوط مملكة بيت المقدس منذ زمن الحروب الصليبية (باستثناء فترة وجيزة حيث عادت السيطرة المسيحية من خلال بريطانيا في أعقاب معركة القدس عام 1917) وكانت تعتمد الكنائي المسيحية في الغالب على الرموز الكتابية والاستعارات التي تصف الكنيسة كما لو كانت القدس الحيّة الحقيقية. ودعا إلى هذا الرأي القديس أوغسطين في كتابه مدينة الله، وهو كتاب أدبي مسيحي شعبي يعود إلى القرن 5 وقد تم كتابته أثناء سقوط الإمبراطورية الرومانية الغربية. وتعد القدس الجديدة في التقاليد المسيحية المدينة المقدّسةُ في السّماءِ والأرضِ الجديدةِ ذلك اللهِ قَدْ اعدَّ للقديسين الذي سَيُشاركُ في الإحياءِ الأولِ.

## المسيحيون في مدينة القدس والمناطق السكنيّة المسيحيّة

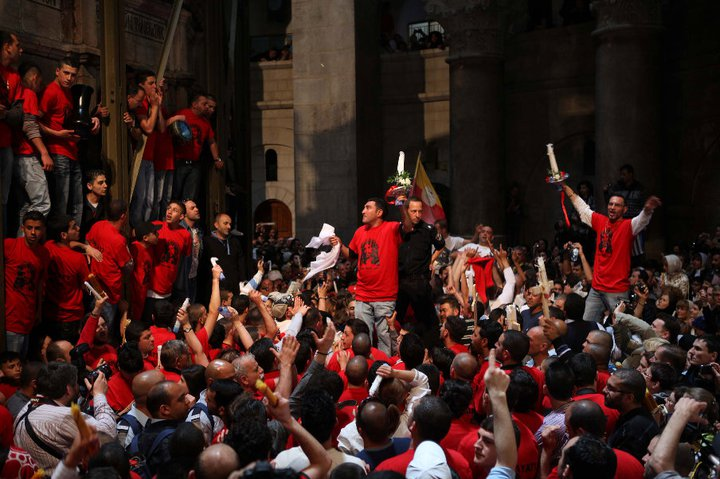
تقليد زفة سبت النور، القدس.

تطورت المناطق السكنيّة المسيحية مع زيادة النفوذ الغربي الأوروبي فبتنيت مدارس الارساليات والمشافي والمعاهد العلمية، فازدهر حي النصارى مقارنة بالاحياء الأخرى التي عانت من فقدان هذه الخدمات، كما نشط حارة النصارى اقتصاديًا خاصًة مع ازدهار أحول سكانه الذين عملوا بالتجارة ومع هجرة مسيحيين القدس أرسل اثرياء المهجر أموال لدعم أهالي الحي. في عام 1898 وافقت الدولة العثمانية على طلب من الدول الأوروبية وفتحت بوابة جديدة في أسوار البلدة القديمة، في منطقة جديدة للتنمية. كانت تسمى بوابة «باب جديد».
كان عدد المسيحيين في القدس سنة 1947 نـحو 27 ألفاً، يٌذكر أنّ أغلبية القدس الغربية كانت من مسيحيين قامت العصابات الصهيونية بمسح أحيائها وتهجير سكانها وإنشاء أحياء سكنية يهودية فيها لتشكيل «القدس الغربية اليهودية» وهكذا فكما يقول المؤرخ الفلسطيني سامي هداوي أن نسبة تهجير العرب من القدس بلغت 37% بين المسيحيين مقابل 17% بين المسلمين، سجلت أيضًا في أعقاب حرب 1967 مصادرة أملاك مدارس وكنائس بعد الاحتلال الإسرائيلي للضفة، ومزيد من التهجير، في حين استمرت الهجرة نحو أوروبا والعالم الجديد كإحدى أبرز موبقات المسيحية في جنوب بلاد الشام خلال المرحلة الراهنة، ولعل التدهور الاقتصادي في الأراضي الفلسطينية إلى جانب الاحتلال أحد أبرز عوامل الهجرة. وفقًا لإحصائيّة دائرة الإحصاء المركزية في 31 ديسمبر 2011 وجدت أنّ عدد المسيحيين في مدينة القدس يصل إلى حوالي 14,900.
وفقًا لمعهد القدس للدراسات السياسية عام 2019، بلغ عدد المسيحيين في القدس حوالي 15,000 ويشكلون 2% من مجمل سكان المدينة. في عام 1946 كان عدد المسيحيين في المدينة 31,00 نسمة وكانوا يُشكلون حوالي 19% من سكانها، ويعود تناقض الأعداد بسبب الهجرة المسيحية واسعة النطاق. كما أشار استعراض معهد القدس لأبحاث السياسة أيضًا إلى أن حوالي 44% من المسيحيين في القدس يعيشون في البلدة القديمة، حيث يبلغ عددهم حوالي 6,500 نسمة، ويتركز حوالي 4,000 منهم في الحي المسيحي وحوالي 2,500 في الحي الإسلامي والأرمني.

### حارة الأرمن

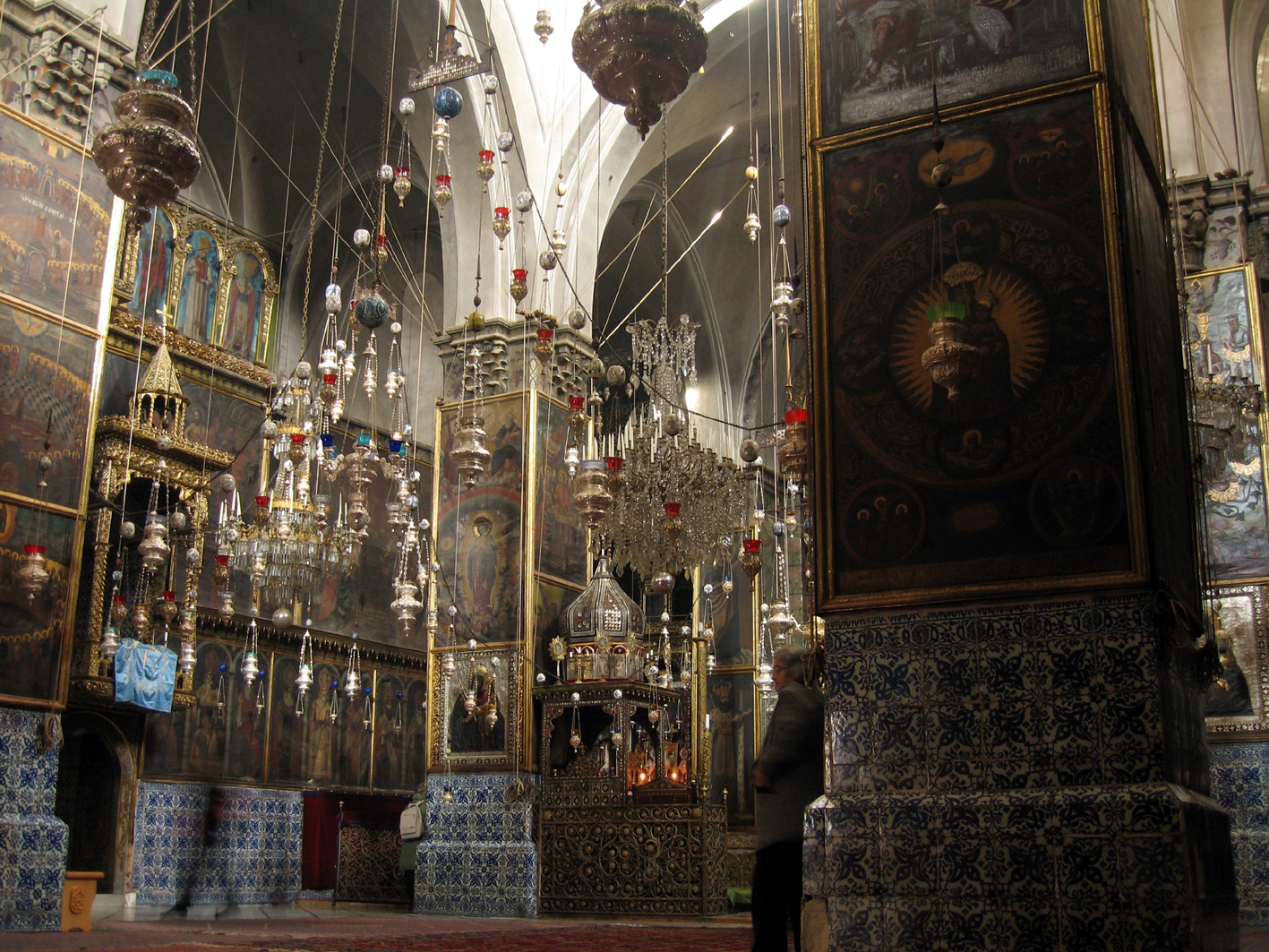
كاتدرائية القديس يعقوب للأرمن.

حارة الأرمن أحد الأحياء الأربع بالبلدة القديمة لمدنية القدس. الاحياء الثلاث الأخرى هي حارة النصارى، والحي الإسلامي، بالإضافة إلى حارة المغاربة / حارة اليهود (أقدمت إسرائيل على هدمها بعد حرب 1967 لتصبح «ساحة حائط المبكى»). هذا الحي معظم السكان فية من الارمن المسيحيين ويعتبرون انفسهم من الفلسطينين حيث ان الكثير منهم يرفض الاحتلال ويقاومة، ويوجد دير قديم في هذا الحي هو وكذلك بعض المعالم الإسلامية، ويقع في جنوب البلدة القديمة ويطل على باب النبي داود.

### حارة النصارى

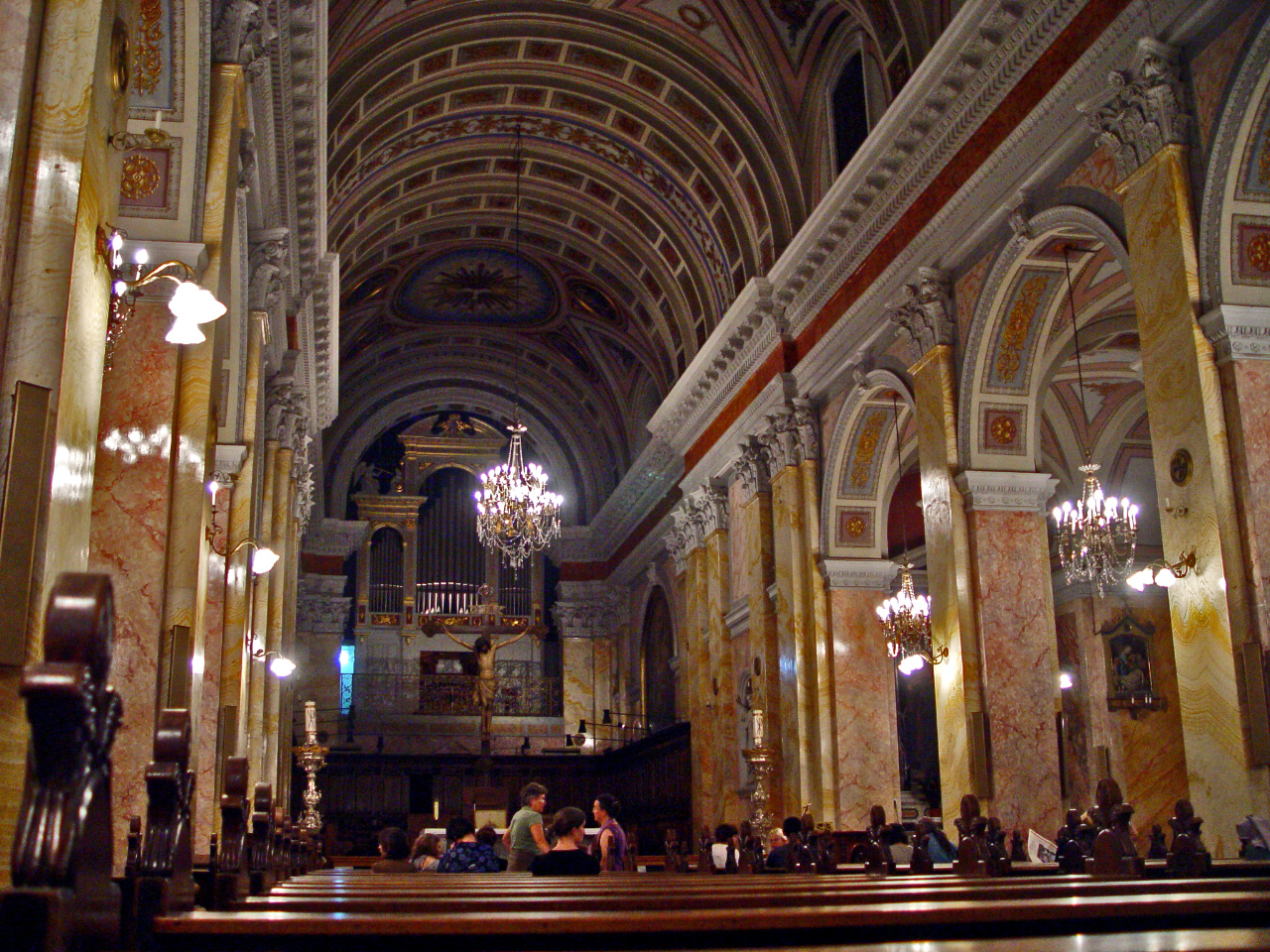
كنيسة المخلص اللاتينية في حارة النصارى.

حارة النصارى هي واحد من الاحياء الاربع الكبرى في مدينة القدس الشرقية، وتقع داخل أسوار مدينة القدس، الاحياء الاربع الأخرى هي الحي اليهودي، الحي الإسلامي وحارة الأرمن. ويقع في الحي المسيحي في الركن الشمالي الغربي من المدينة القديمة، ويمتد من الباب الجديد في الشمال، على طول الجدار الغربي من المدينة القديمة وصولًا إلى باب الخليل. حارة النصارى تحتوي على نحو 40 في الأماكن المقدسة المسيحية. من بينها كنيسة القيامة، واحدة من أقدس الأماكن في المعتقد المسيحي، هذا الحي معظم سكانه من المسيحيين العرب وهو إلى جانب حارة الأرمن الذي يقطنه الارمن المسيحيين من التجمعات المسيحية الكبرى في القدس القديمة.
تم بناء الحي المسيحي حول كنيسة القيامة والتي هي قلب هذا الحي. حول الكنيسة تم بناء عدد كبير من الكنائس والأديرة. بشكل عام يحتوي الحي على من المنازل التي يملكها مسيحيين، والتي تتركز في معظمها في الجزء الجنوبي الشرقي من الحارة بالقرب من بوابة أريحا. يحتوي الحارة على عدد من المدارس والمباني التعليمية، مثل المدرسة اللوثرية ومدرسة سانت بيير، بالإضافة إلى تواجد مستشفيات تملكها ارساليات ورهبانيات مسيحية.
المباني المسيحية التي تتواجد في الحارة أهمها كنيسة القيامة، والتي تحتل معظم الأراضي، إلى جانب بطريركية كنيسة الروم الأرثوذكس في القدس ودير الفرنسيسكان، وسان سالفاتور والبطريركية اللاتينية في القدس.الحارة تحتوي أيضًا على محلات بيع التذكارات والمقاهي والمطاعم والفنادق ومحلات الصاغة والساعات والحمامات. وتتركز في معظم المحلات التجارية في شارع السوق، وشارع داوود، وعلى طول الطريق المسيحي. وقد تم بناء بعض الفنادق (مثل فندق كازا نوفا، وفندق الروم الكاثوليك) من قبل الكنائس من أجل اقامة أماكن راحة للزوار والحجاج. هناك عدد من الفنادق الخاصة. الحارة تحتوي أيضًا على بعض المتاحف الصغيرة مثل متحف البطريركية الأرثوذكسية. في الجزء الجنوبي الغربي من الحارة هناك بركة سباحة وتدعى ببركة حزقيا والتي كانت تستخدم لتخزين مياه الأمطار للمنطقة.

## معالم القدس المسيحية
| كنيسة القيامة من المعالم البارزة ذات الأهمية الكبرى بالقدس. يؤمن العديد من المسيحيين أنها تقع على تلة الجلجثة حيث صُلب يسوع وفقًا للعهد الجديد، وأنها تحوي المكان الذي دُفن به يسوع وقام فيه من الموت، ولهذا السبب يحج المسيحيين حول العالم إلى هذه الكنيسة منذ حوالي القرن الرابع. تُشكل الكنيسة اليوم مقر بطريركية الروم الأرثوذكس المقدسيّة، وهي كنيسة مشتركة بين 3 طوائف: الرومان الكاثوليك، والروم الأرثوذكس، والأرمن الأرثوذكس؛ أما سائر الكنائس فهي تمتلك مذبحًا أو ركنًا من أركان الكنيسة ضمن الطائفة التي تنتمي إليها. وقع بين أبناء الطوائف الثلاث سالفة الذكر عدد كبير من العراكات والمشاكل حول من يحتفظ بمفاتيح الكنيسة ومن ثم وجد الحل بأن تقوم عائلة مقدسية مسلمة بهذه العملية وهو ما لا يزال يُطبق حتى اليوم منذ العهد العثماني.(1) | كنيسة القيامة.            |
| ضريح السيدة مريم هو عبارة عن ضريح يقع في وادي الجوز عند سفح جبل الزيتون بالقرب من كنيسة كل الأمم وبستان الجسمانية خارج القدس. تؤمن معظم الكنائس الشرقية أن هذا الضريح هو الذي دُفنت فيه مريم العذراء والدة يسوع، وذلك بعد أن قام أحد أعضاء رهبان الفرنسيسكان، واسمه "بلارامينو بگاتي"، بإجراء بعض التنقيبات في هذا الموقع إثر إصلاح الأضرار التي حصلت له جرّاء فيضان في سنة 1972، فعثر على مقبرة قديمة ترجع إلى القرن الأول الميلادي، قال السكّان المسيحيين أن الضريح الرئيسي فيها يعود لمريم العذراء.2 | ضريح السيدة مريم.         |
| كاتدرائية الثالوث الأقدس تُعرف أيضًا باسم الكاتدرائية المسكوبيّة، وهي تُشكل جزءًا من مجمّع كبير يقع في وسط القدس. تأسست هذه الكاتدرائية على يد مبشرين روس قدموا المدينة خلال القرن التاسع عشر، وشيدوها على أرض كانت تُشكل مضمارًا للفروسية، بعد أن حصلوا على إذن من الحكومة العثمانية. انتهى العمل على هذه الكاتدرائية في سنة 1863، لكنها لم تُكرّس رسميًا حتى سنة 1872. رُممت خلال الفترة الممتدة من عام 1895 حتى عام 1897، وعانت أضرار كبيرة جرّاء حرب سنة 1948، وهي تحت الولاية القضائية للبطريركية المسكوفيّة منذ عام 1948. | كاتدرائية الثالوث الأقدس. |
| كنيسة كل الأمم (بالإنجليزية: Church of All Nations)‏ أو كنيسة الكرب (بالإنجليزية: Church of the Agony)‏ أو كاتدرائية الكرب (بالإنجليزية: Basilica of the Agony)‏ هي كنيسة موجودة على جبل الزيتون في القدس بجانب بستان جثيماني (بالإنجليزية: Garden of Gethsemane)‏. وهي تحفظ جزء صخري حيث يعتقد أن المسيح قد صلى هناك في الليل قبيل اعتقاله. | كنيسة جميع الأمم.         |
| كاتدرائية القديس جرجس هي كاتدرائية أنجليكانية تأسست في سنة 1899. تُشكل مقر أسقف القدس للكنيسة الأسقفية في القدس والشرق الأوسط. تقع كليّة القديس جرجس على أراضي الكاتدرائية، وهي تُقدّم تعليمًا لاهوتيًا للإكليروس والعلمانيين على حد سواء، حول العالم. | كاتدرائية القديس جرجس.    |
| عليّة صهيون ، والتي تحتضن حدث تناول المسيح وتلاميذه العشاء الأخير، وحصلت العنصرة على التلاميذ، وكانت مركز المسيحية المبكرة الأول. | علية صهيون.               |
| كنيسة مريم المجدلية تقع هذه الكنيسة على جبل الزيتون بالقرب من بستان الجسمانية، وهي تتبع بطريركية موسكو للروس الأرثوذكس. سُميت الكنيسة تيمنًا بالقديسة مريم المجدلية، وهي إحدى أتباع يسوع المسيح. بُنيت الكنيسة في سنة 1886 بأمر من القيصر الروسي ألكسندر الثالث بمثابة صدقة على روح والدته ماريا ألكسندروڤانا. تأوي الكنيسة رفات قديسين أرثوذكسيين: الأرشيدوقة أليصابيت فيدوروڤانا والراهبة بربارة يعقوبليڤا، والأميرة أليس اليونانية. | كنيسة مريم المجدلية.      |
| طريق الآلام طريق الآلام هي الطريق التي سار عليها يسوع متجهًا إلى تلة الجلجثة حيث صُلب وفق المعتقد المسيحي. ترجمتها الكنسية هي "درب الصليب"، وهي تحوي 14 مرحلة حيث سقط يسوع وحيث التقى أمه وجرّد من ثيابه وحيث أعانه سمعان القيرواني في حمل الصليب وغير ذلك من المراحل. تقع الطريق في بلدة القدس القديمة، وهي إحدى الأماكن التي يحج إليها المسيحيين حول العالم ليسيروا على خطوات مؤسس هذه الديانة. شُيدت الطريق الحالية خلال القرن الثامن عشر، وقد تمّ تعليمها بعلامات في المواضع حيث وقع يسوع أثناء سيره من شدّة الإرهاق. | طريق الآلام.              |

## حواشي
1: تُقسم كنيسة القيامة بين ثلاث طوائف هي الكاثوليكية ويشرف عليها الرهبان الفرنسيسكان حرّاس الأراضي المقدسة والروم الأرثوذكس والأرمن الأرثوذكس، أما سائر الكنائس، مثل السريانية الأرثوذكسية، القبطيّة الأرثوذكسية، الإثيوبية التوحيدية الأرثوذكسية، المارونية، وغيرها، فهي تملك مذابح أو ركن من أركان الكنيسة ضمن الطائفة التي تنتمي إليها، فالأقباط الأرثوذكس مثلاً، وهم من العائلة الأرثوذكسية المشرقية، يملكون مذبحًا في قسم الأرمن لكونهم أيضًا من العائلة الأرثوذكسية المشرقية.

2: وفقًا للسكّان المسيحيون فأن هذا الضريح يعود لمريم العذراء والدة يسوع في المعتقدين المسيحي، على الرغم من أنه فارغ، وذلك لأن جميع الطوائف المسيحية، باختلاف طرق إيمانها حول كيفية انتقال العذراء، تؤمن بأنه بعد موتها بمدة مختلف عليها انتقلت بجسدها إلى السماء.

## مواقع خارجية
- Catholic Encyclopedia: Jerusalem (Before A.D. 71)
- Catholic Encyclopedia: Jerusalem (A.D. 71-1099)
- Catholic Encyclopedia: Crusades (A.D. 1095-1270)
- Catholic Encyclopedia: Jerusalem (After A.D. 1291)